# FN CAL
Pour les articles homonymes, voir CAL.
La FN CAL (Carabine Automatique Légère) est un fusil d'assaut de calibre 5,56 x 45 mm de conception belge fabriqué par la FN Herstal. Il a été créé dans l'espoir de remplacer le FN FAL. Produite en très petite série, elle sera modifiée en profondeur pour donner naissance au FN FNC.

## Histoire
Au début des années 1960, les ingénieurs de la FN Herstal découvrent le fusil M16 et sa munition de 5,56 × 45 mm. Conscient du potentiel des fusils d'assaut de petits calibres, ils dérivent du FAL la Carabine automatique légère. Elle est fabriquée de 1968 à 1975 et est vendue en petite quantité au Congo-Kinshasa, au Gabon et au Liban. Elle connut donc les troubles du Shaba et la Guerre du Liban. De même, 20 CAL furent exportées aux États-Unis. Enfin la France essaya ce modèle belge (légèrement modifié) lors de la campagne d'essais ayant précédé l'adoption du FAMAS.

## Fonctionnement et aspect
Elle fonctionne par le système traditionnel de la culasse rotative et de l'emprunt des gaz. Elle possède une taille similaire au M16 et utilise massivement le nylon et la tôle emboutie. Son sélecteur permettant les rafales libres ou de trois coups est à gauche et son levier d'armement à droite. Le ressort récupérateur est autour du piston des gaz (situé au-dessus du canon). Le canon comporte 6 rayures droitières au pas de 305mm et un cache-flamme/manchon lance-grenade. Les organes de visée sont protégés par des oreilles et se compose d'un guidon à lame et d'une hausse en L à 2 positions (250/400 m). La CAL est l'une des rares armes de sa génération à disposer d'un arrêtoir de culasse en fin de chargeur.

## Variantes
La CAL était proposée en version standard (crosse nylon) et Para (crosse repliable du FAL).
Les quelques spécimens en semi automatique d'origine destinés au marché civil étaient parfois modifiés en calibre civil .222 Remington Magnum, par réalésage de la chambre.